# Maurice Pernot
Pour les articles homonymes, voir Pernot.
César-Eugène-Maurice Pernot,  né le 29 août 1875 à Besançon (Doubs) et mort le 30 aout 1948 à Paris 16e, est un journaliste grand reporter,  et un homme de lettres Français.

## Biographie
Maurice Pernot est le fils de Auguste Pernot, avocat et futur bâtonnier du barreau de Besançon, et de Maria Fèvre. Il fait ses études à l'école normale supérieure, puis à l'école française de Rome où il se lie d'amitié avec Louis Duchesne, dont il sera plus tard l'exécuteur testamentaire. Il abandonne rapidement ses études en Archéologie pour se spécialiser dans le journalisme de politique étrangère. Il collabore à de nombreuses publications, telles que Le Temps, le Journal des débats et la Revue des Deux Mondes. Devenu grand reporter, il voyage en Europe et en orient, jusqu'en Inde pour le ministère de l'instruction publique. Réputé pour sa grande connaissance de l'Allemagne, il sert le quartier général pendant la Grande Guerre.
En 1929, il reçoit le prix du meilleur ouvrage de littérature politique décerné chaque année par la revue hebdomadaire L'Europe nouvelle. 

## Distinctions
- Officier de la Légion d'honneur (1932)
- Croix de guerre 1914–1918[6].

## Œuvres
- La politique de Pie X, Paris : éditions Félix Alcan, 1910.
- L'Épreuve de la Pologne, Paris : Plon-Nourrit et Cie , 1921.
- La question turque, Paris : B. Grasset , 1923.
- L'expérience italienne, Paris : Bernard Grasset , 1924.
- Le Saint-Siège, l'Église catholique et la politique mondiale, Paris : A. Colin , 1924. [lire en ligne]
- Sur la Route de l'Inde, Paris : Hachette , 1927.
- L'Allemagne aujourd'hui, Paris : Hachette , 1927.
- Balkans nouveaux, Paris : Hachette , 1929. [lire en ligne]
- L'Allemagne de Hitler, Paris : Hachette , 1933. [lire en ligne]
- Les Etats méditerranéens contemporains, Paris : Tournier et Constans , 1945.